# Tadeusz Bornholtz
Tadeusz Kazimierz Bornholtz (ur. 23 marca 1901, zm. 12 maja 1966) – polski działacz niepodległościowy i społeczny, pedagog, nauczyciel historii, autor wielu podręczników szkolnych w dwudziestoleciu międzywojennym, major Wojska Polskiego .

## Życiorys
Tadeusz Bornholtz mieszkał w Warszawie, w czasie nauki w gimnazjum działał w ideowych organizacjach niepodległościowych, w 1918 roku należał do Organizacji Młodzieży Narodowej, gdzie był już wtedy członkiem zarządu koła warszawskiego OMN Szkół Średnich. Był również członkiem Związku Młodzieży Polskiej „Zet”. 
Był doktorem historii. Uczył tego przedmiotu w warszawskich gimnazjach, był m.in. nauczycielem historii Władysława Bartoszewskiego. W latach 1923–1924 był redaktorem czasopisma Życie Akademickie. Był piłsudczykiem.
Na stopień podporucznika został mianowany ze starszeństwem z dniem 1 stycznia 1932 roku w korpusie oficerów rezerwy artylerii. W 1934 roku pozostawał w ewidencji Powiatowej Komendy Uzupełnień Warszawa Miasto III. Posiadał przydział w rezerwie do 29 pułku artylerii lekkiej w Grodnie. W sierpniu 1939 roku został zmobilizowany do swojego pułku w Grodnie i przydzielony do Oddziału Zbierania Nadwyżek, a 9 września wcielony do Ośrodka Zapasowego Artylerii Lekkiej Nr 3 w Wilnie. 17 września razem z ośrodkiem wyjechał z Wilna i dwa dni później został internowany na Litwie. W czerwcu 1940 roku, po aneksji Litwy przez ZSRR, został przewieziony do Obozu NKWD w Griazowcu. W sierpniu 1941 roku został zwolniony z obozu i przyjęty do Armii Andersa. Będąc porucznikiem rezerwy był dowódcą 6 baterii 5 pułku artylerii lekkiej. Później był zastępcą szefa Wydziału Oświatowego 2 Korpusu Polskiego.
Po wojnie był dyrektorem polskiego gimnazjum w Szkocji. Zmarł 12 maja 1966 roku . Został pochowany na cmentarzu przy 
St. Mary Catholic Church w Chislehurst (Kent). Data śmierci widniejąca na jego nagrobku to 13 maja 1966 roku.
Tadeusz Bornholtz ożenił się w 1924 roku z Adrianną Rychterówną.

## Niektóre książki i podręczniki
- Jednodniówka Bratniej Pomocy Studentów Uniwersytetu Stefana Batorego w Wilnie (redaktor) (Towarzystwo „Bratnia Pomoc” Studentów Uniwersytetu Stefana Batorego, Wilno, 1921)
- Organizacja i technika pracy wychowawczej w szkole średniej (Wydawnictwo Michała Arcta, Warszawa, 1931)
- Historja dla klasy II gimnazjów (Gebethner i Wolff, Warszawa, 1934; Państwowe Wydawnictwo Książek Szkolnych, Lwów, 1937)
- Historja: dla klasy III gimnazjów (1935)
- Historja: k. g. kl. 3 (1936)
- Historia dla I klasy gimnazjów (Państwowe Wydawnictwo Książek Szkolnych, Lwów, 1937)
- Historja dla klasy III gimnazjów (Państwowe Wydawnictwo Książek Szkolnych, Lwów, 1937)
- Historja dla klasy IV gimnazjów (Państwowe Wydawnictwo Książek Szkolnych, 1937, 1938)
- Zagadnienia życia współczesnego: podręcznik dla I klasy liceów ogólnokształcących (Państwowe Wydawnictwo Książek Szkolnych, Lwów, 1938, 1939, wydanie 2.: Ministerstwo Wyznań Religijnych i Oświecenia Publicznego, nakładem Sekcji Wydawniczej APW, Jerozolima, 1943)
- Zagadnienia życia współczesnego: podręcznik dla II klasy liceów ogólnokształcących (Państwowe Wydawnictwo Książek Szkolnych, Lwów, 1939)[9].
- Historia Polski do wieku siedemnastego, z uwzględnieniem historii powszechnej (Wydawnictwo Polskiego Związku Wychodźstwa Przymusowego w Hanowerze, Hanower, 1945)

W latach 30. publikował również w Przeglądzie Pedagogicznym, organie Towarzystwa Nauczycieli Szkół Średnich i Wyższych oraz w Kwartalniku Historycznym.